# 李式 (東晉)
李式（275年—328年），字景则，江夏郡鍾武縣（今河南省信阳市南）人，東晋官员、书法家。官至临海太守、侍中。
李式擅长书法，尤善楷隶。李氏家族从李通至式父李重未有善書法的記载，李式善书法，且颇有名气，可能是受衛夫人影响。

## 家族
漢末名將李通玄孫。詩人李充從兄。衛夫人侄。